# Francis Mathew (1er comte Landaff)
Francis Mathew, 1er comte Landaff (septembre 1738 - 30 juillet 1806) est un politicien et pair anglo-irlandais.

## Biographie
Il est le seul fils et héritier de Thomas et Mary Mathew. La famille de son père s'est installée en Irlande depuis le Pays de Galles une génération auparavant. Il a une sœur, Catherine, qui épouse Philip Roe et se remarie avec John Scott (1er comte de Clonmell). Elle est décédée en 1771. Mathew est député à la Chambre des communes irlandaise pour Tipperary entre 1768 et 1783. En 1769, il est haut shérif de Tipperary. Le 12 octobre 1783, il est élevé à la pairie d'Irlande en tant que baron Landaff, de Thomastown dans le comté de Tipperary, et prend son siège à la Chambre des lords irlandaise . Le 4 décembre 1793, il est nommé vicomte Landaff.
De 1794 à 1797, Lord Landaff est colonel du 14e Regiment d'infanterie. Le 22 novembre 1797, il est nommé comte Landaff . À la suite de la mise en œuvre des Actes de l'Union 1800, il est élu comme l'un des 28 pairs représentant irlandais d'origine et prend son siège à la Chambre des Lords britannique. Entre 1769 et sa mort, il a également occupé le poste de Custos Rotulorum de Tipperary.
Lord Landaff s'est marié trois fois. Son fils aîné de son premier mariage, Francis Mathew (2e comte Landaff), lui succède . Un autre fils est le politicien, Montague James Mathew.